# Pantano Grande
Pantano Grande là một đô thị thuộc bang Rio Grande do Sul, Brasil. Đô thị này có diện tích 847,613 km², dân số năm 2007 là 9816 người, mật độ 11,58 người/km².